# Collada de la Basseta
La Collada de la Basseta és un coll a 1.521,3 m d'altitud del límit dels termes municipals de Tremp, del Pallars Jussà, dins de l'antic municipi ribagorçà d'Espluga de Serra, i del Pont de Suert, dins de l'antic terme de Viu de Llevata, de l'Alta Ribagorça. Així doncs, tot i que aquesta collada pertany geogràficament del tot a la comarca ribagorçana, administrativament separa el Pallars Jussà de l'Alta Ribagorça.
Està situada en el vessant nord-occidental del Turó de la Guàrdia, a l'extrem de llevant de la Serra de Sant Gervàs, a prop i al sud-est de la Collada de Corroncui.